# Muslim Janbaz Force
Muslim Janbaz Force fou una organització militar de voluntaris de Caixmir fundada als anys vuitanta, per lluitar per la unitat de Caixmir i la seva unió al Pakistan. El seu dirigent fou Mohammad Usman. El 1991 va segrestar un enginyers suecs. El 1997 es va unir a la Kashmir Jehad Force i va formar l'Al Jehad Force.